# Gedersdorf
Gedersdorf je obec v Rakousku ve spolkové zemi Dolní Rakousy v okrese Kremže.

## Geografie

### Geografická poloha
Gedersdorf se nachází ve spolkové zemi Dolní Rakousy v regionu Waldviertel. Leží přibližně 4 km severovýchodně od okresního města Kremže. Rozloha území obce činí 18,83 km², z nichž 8,5 % je zalesněných.

### Části obce
Území obce Gedersdorf se skládá ze sedmi částí (v závorce uveden počet obyvatel k 1. 1. 2015):
- Altweidling (91)
- Brunn im Felde (669)
- Donaudorf (46)
- Gedersdorf (452)
- Schlickendorf (147)
- Stratzdorf (160)
- Theiß (589)

### Sousední obce
- na severu: Langenlois
- na východu: Grafenegg, Grafenwörth, Traismauer
- na jihu: Kremže
- na západu: Rohrendorf bei Krems

## Politika

### Obecní zastupitelstvo
Obecní zastupitelstvo se skládá z 21 členů. Od komunálních voleb v roce 2015 zastávají následující strany tyto mandáty:
- 13 ÖVP
- 5 SPÖ
- 2 FPÖ
- 1 LLGG

### Starosta
Nynějším starostou obce Gedersdorf je Franz Brandl ze strany ÖVP.

## Galerie

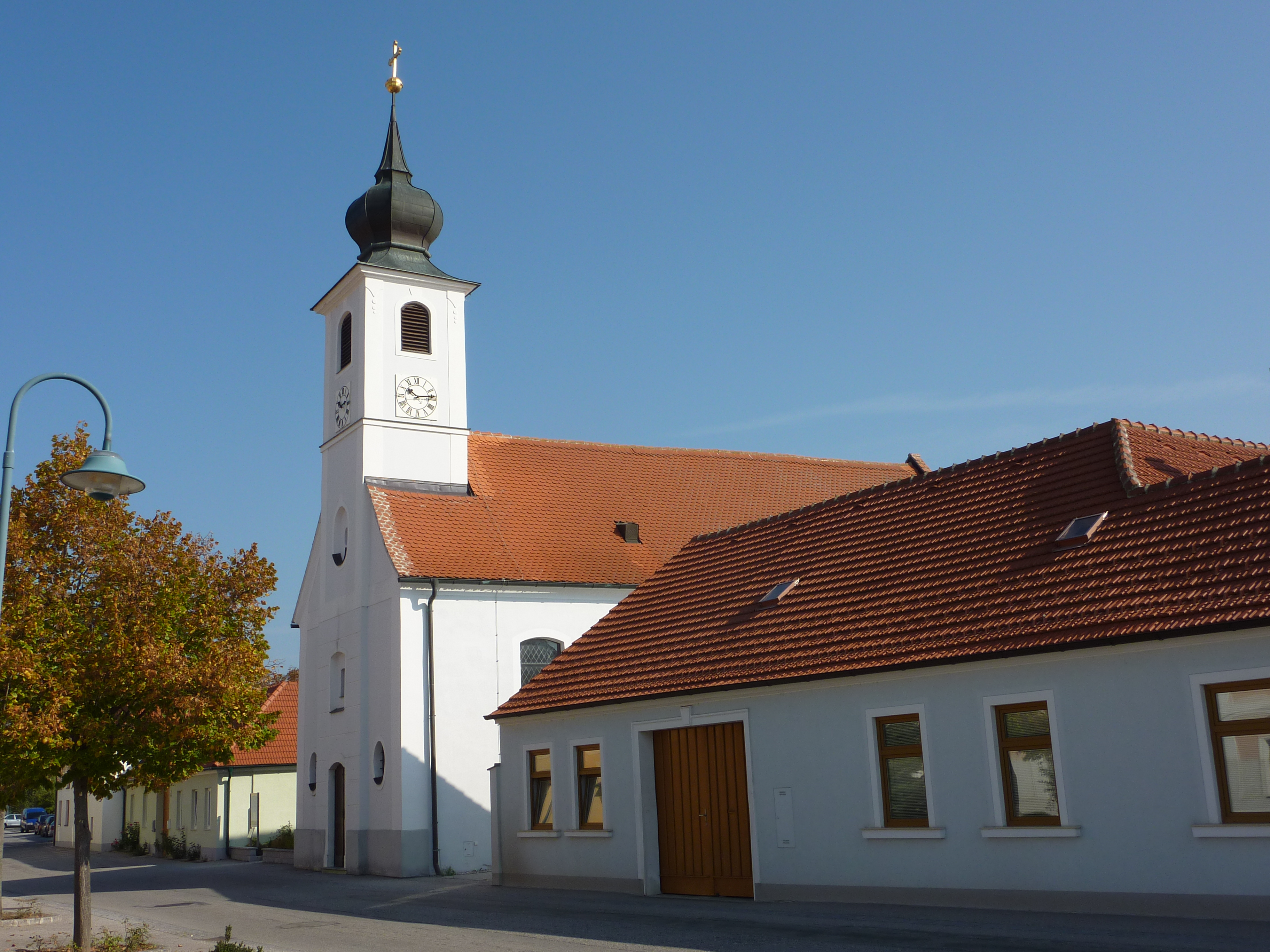
Farní kostel svatého Jakuba Staršího v Brunn im Felde
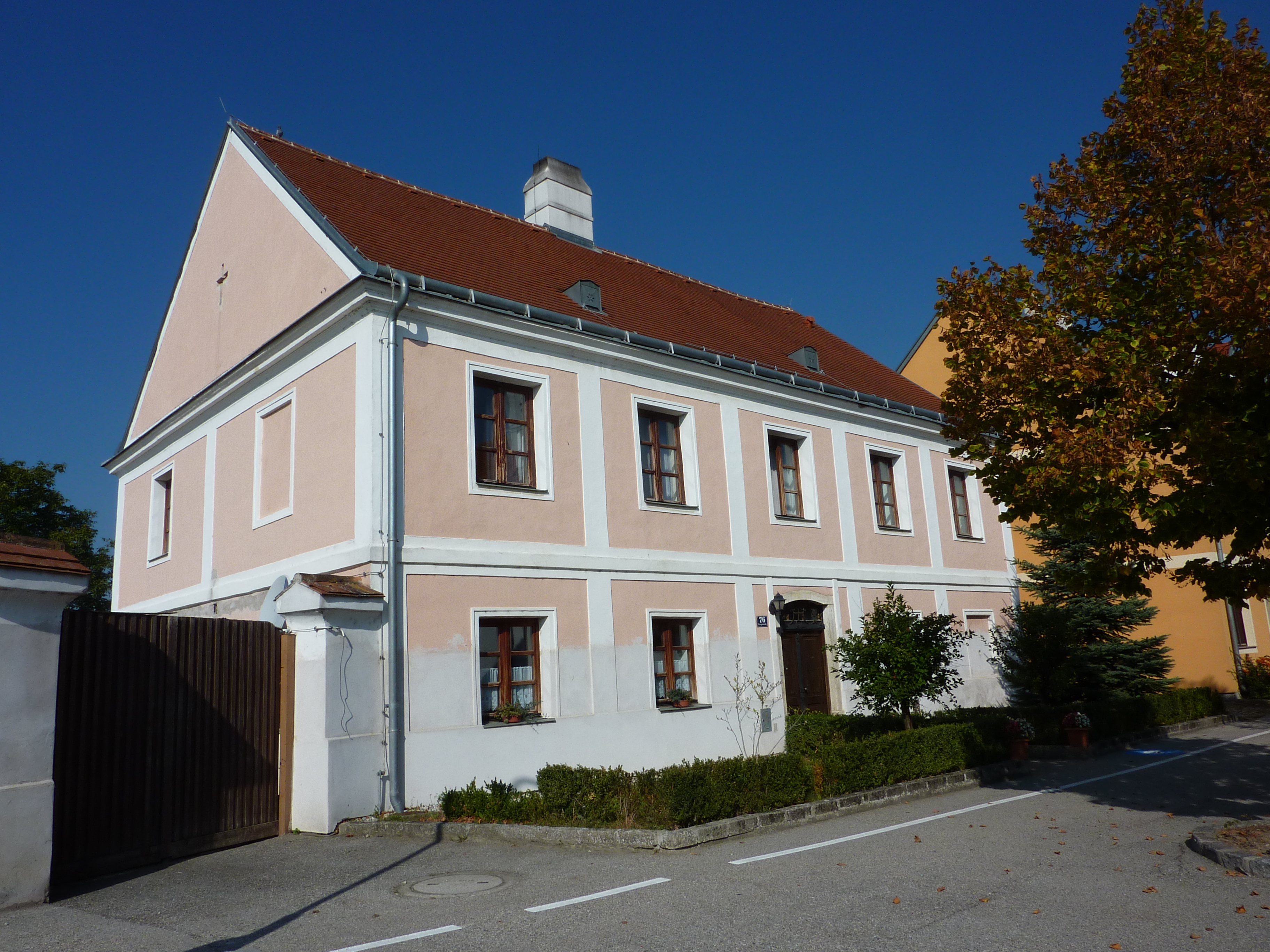
Fara v Brunn im Felde
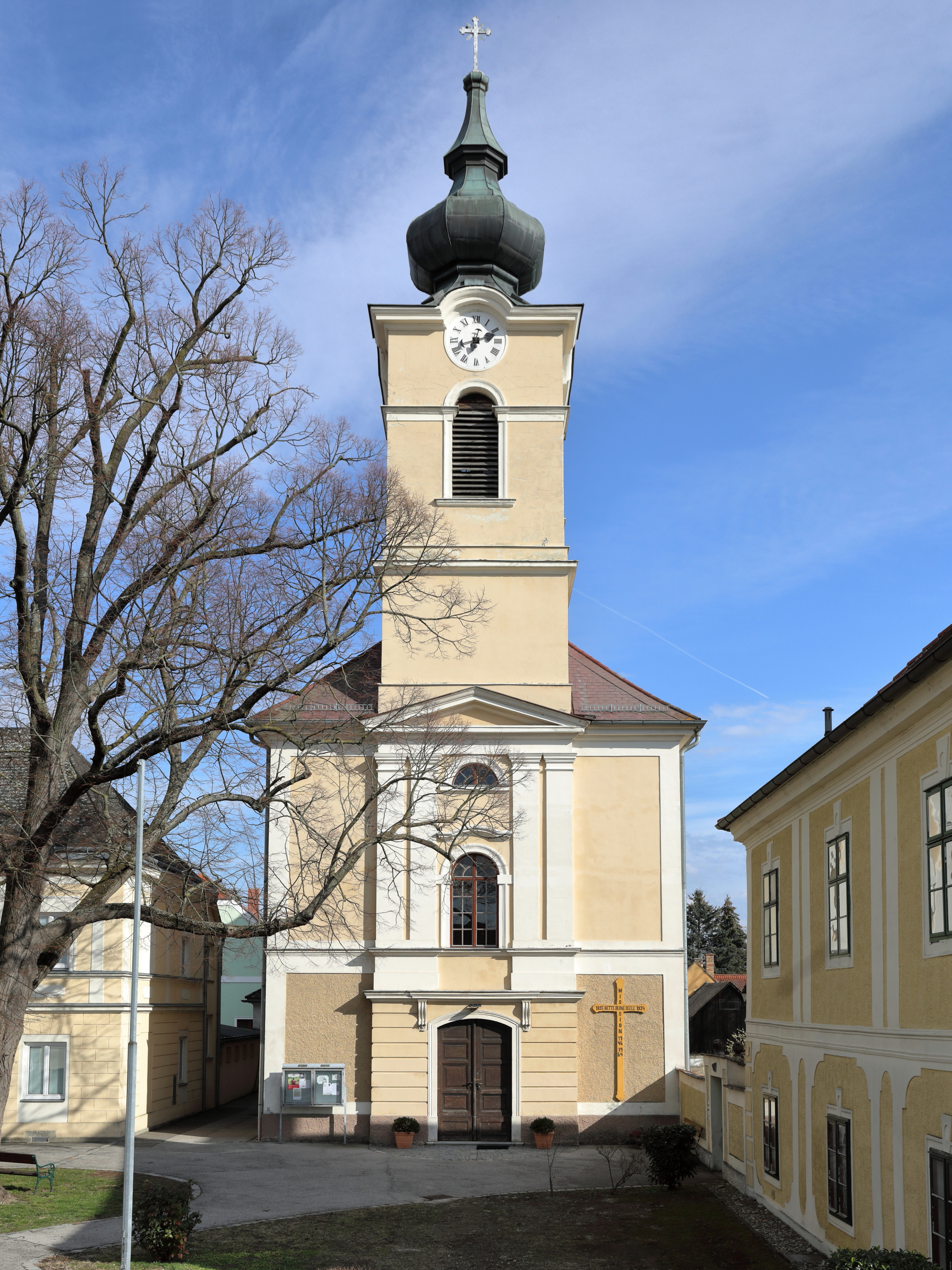
Farní kostel v Theißu
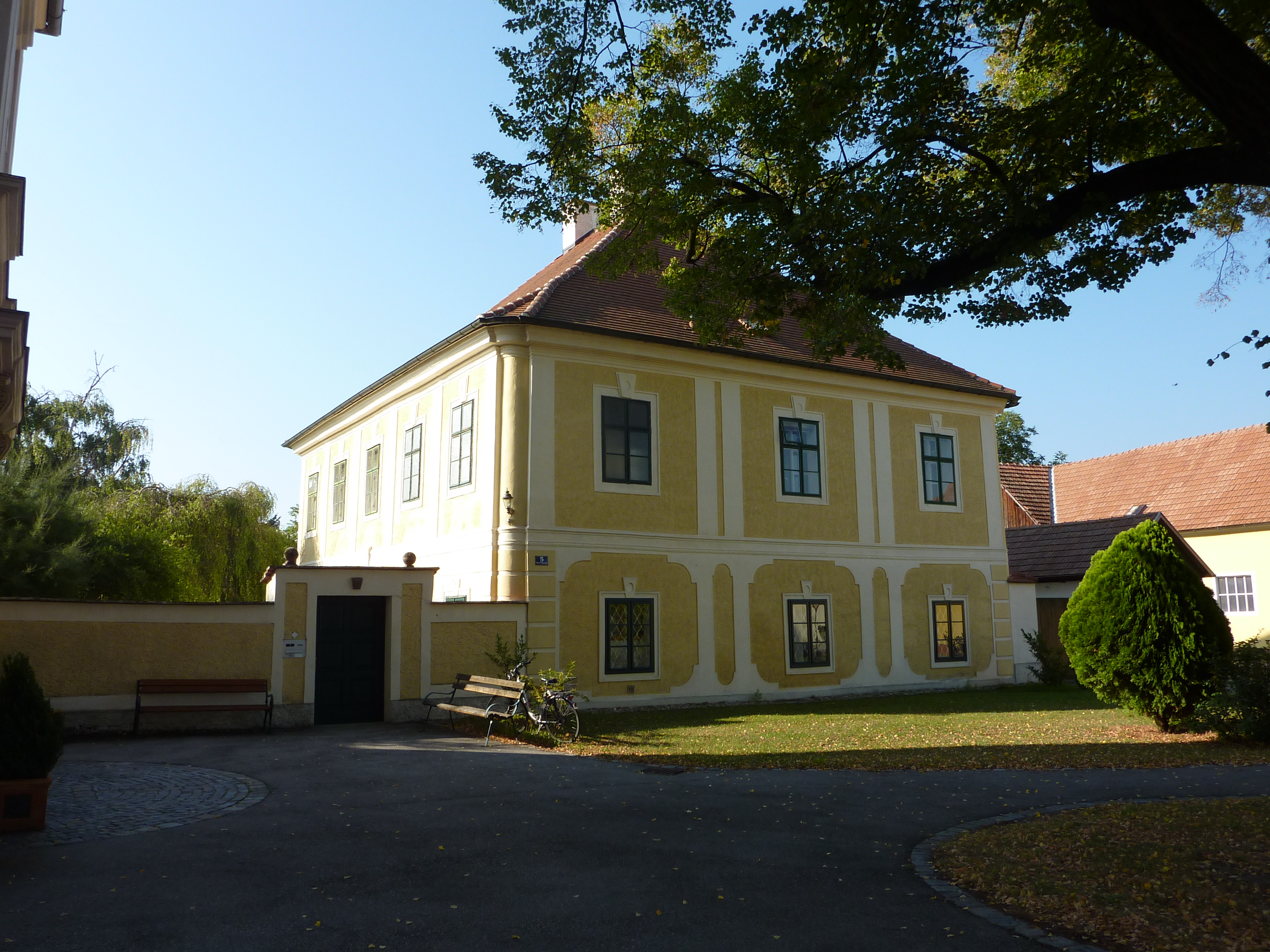
Fara v Theißu
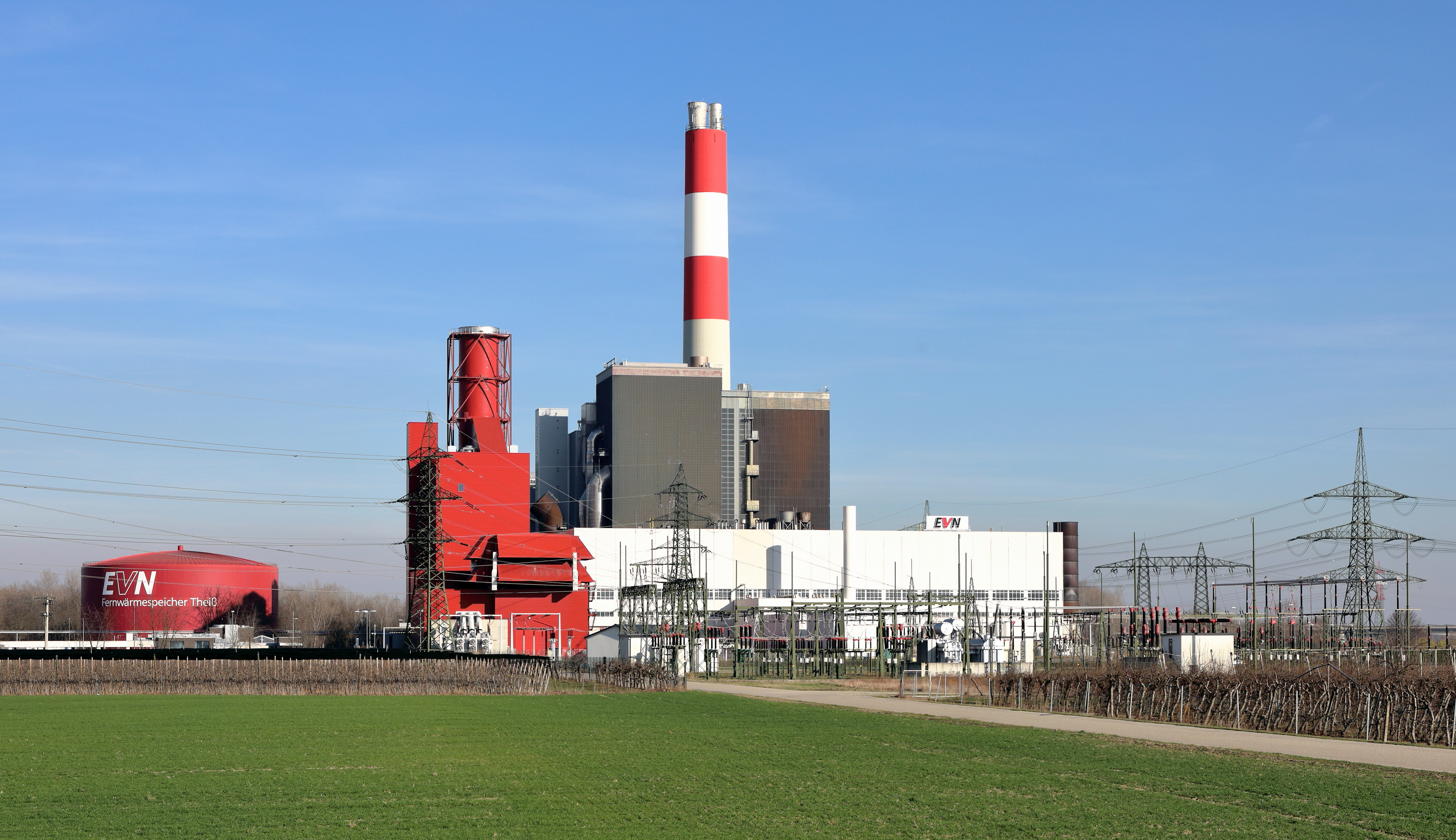
Elektrárna v Theißu
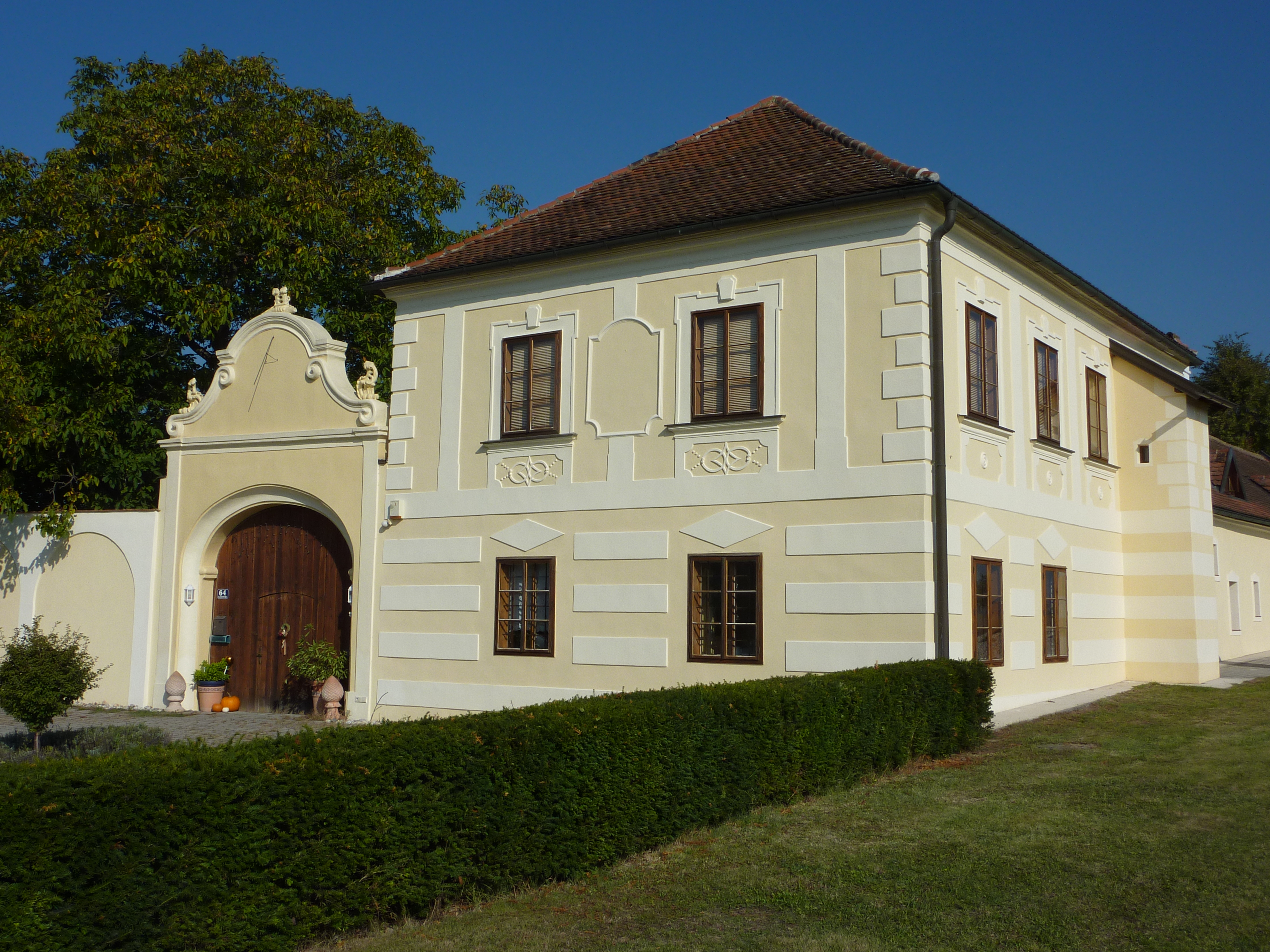
Stratzdorf
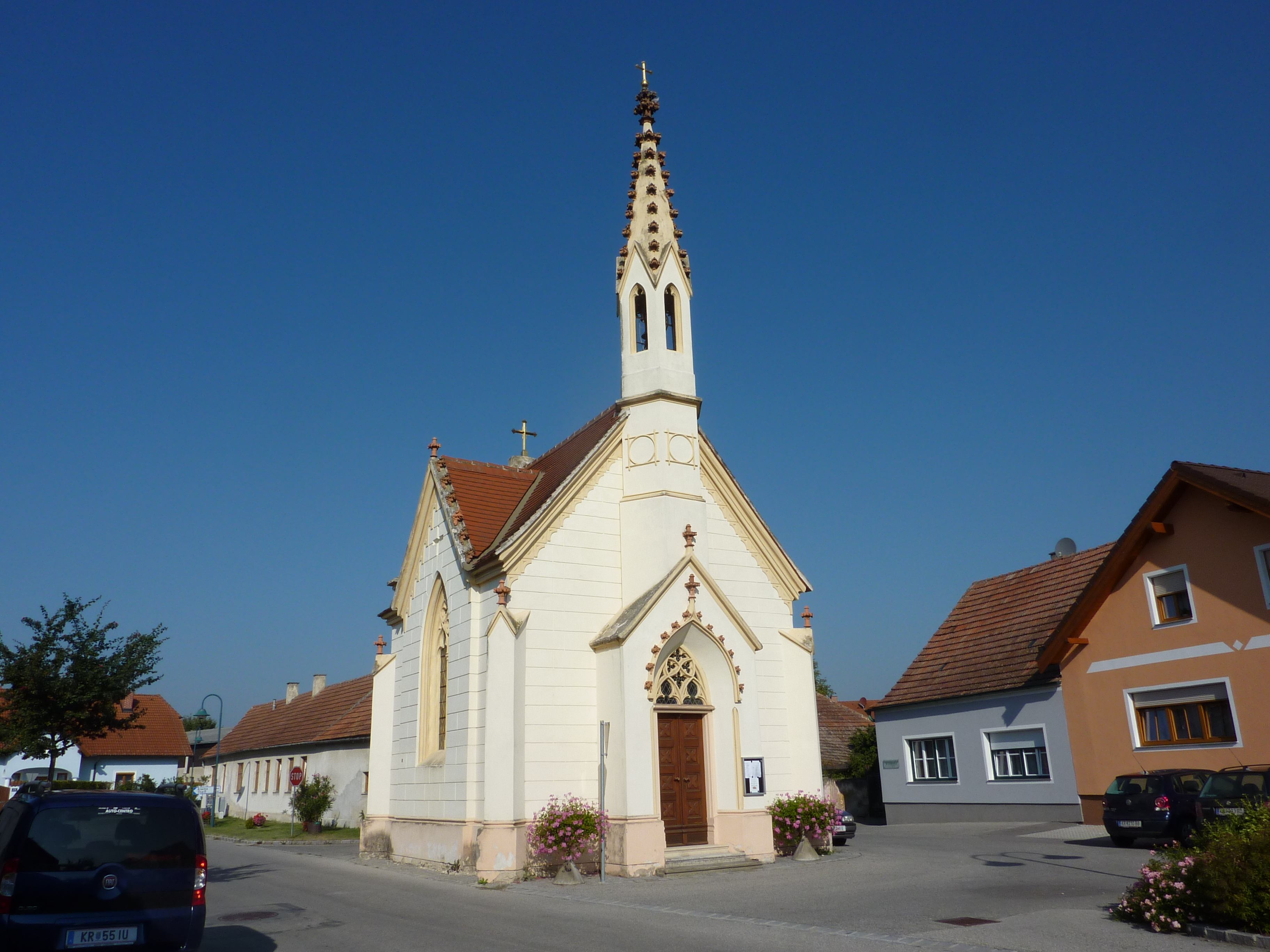
Kaple ve Schlickendorfu
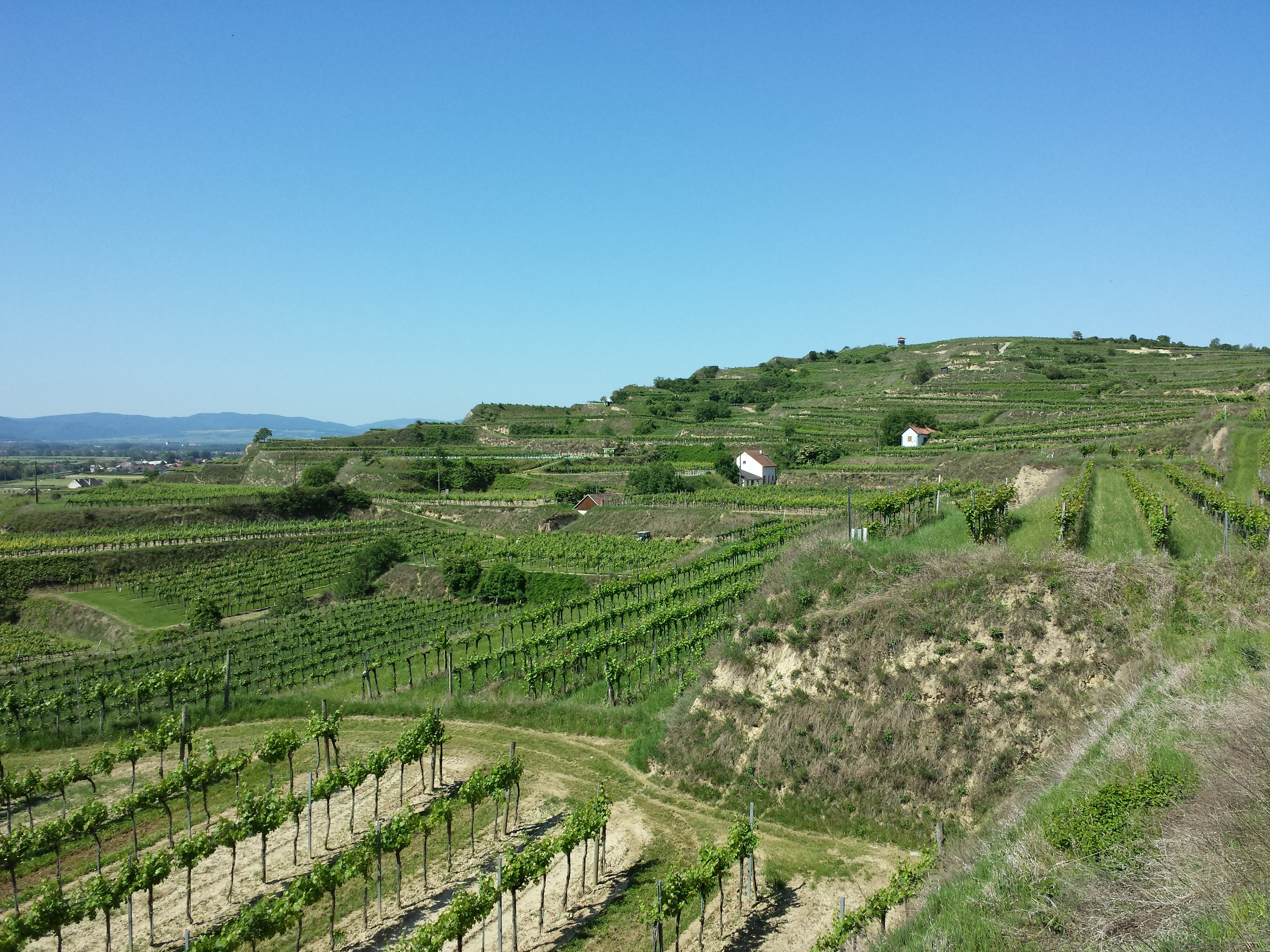
Vinice v okolí Gedersdorfu